# 密西西比冲积平原
密西西比冲积平原（英語：Mississippi Alluvial Plain）是由密西西比河形成的冲积平原，橫跨美国七个州，從北向南分別位於伊利诺伊州、密苏里州、肯塔基州、田纳西州、阿肯色州、密西西比州和路易斯安那州。

密西西比三角洲
密西西比河三角洲
密西西比港湾
密西西比河–海湾出口运河